# لشتر غوروئي (ديناران)
لشتر غوروئي (بالفارسية: لشترگوروئی) هي قرية تقع في إيران في قسم دیناران الريفي. يقدر عدد سكانها بـ 187 نسمة .